# Lateinamerika

Lateinamerika gemäß einer erweiterten Definition: inklusive der französischsprachigen Länder Französisch-Guayana und Haiti. Von den Kleinen Antillen der Karibik ist hier einzig Guadeloupe dargestellt.

Die jeweils dominierenden Sprachen in den Ländern Südamerikas

Lateinamerika (spanisch América Latina bzw. Latinoamérica, portugiesisch América Latina) ist ein politisch-kultureller Begriff, der dazu dient, die spanisch- und portugiesischsprachigen Länder Amerikas von den englischsprachigen Ländern Amerikas abzugrenzen (→ Angloamerika). In der heute üblichen Definition des Begriffs werden zu Lateinamerika nur die Länder gezählt, in denen das Spanische oder das Portugiesische vorherrscht. Dazu gehören Mexiko, Zentralamerika (ohne Belize), die spanischsprachigen Gebiete der Karibik sowie die Länder Südamerikas (ohne Guyana, Suriname und Französisch-Guayana). Die Länder Lateinamerikas haben zusammen eine Fläche von etwa 20 Millionen km², und die Bevölkerung umfasst rund 650 Millionen Menschen (Stand 2019).
Der Wortteil Latein- bezieht sich auf das Lateinische als Ursprung der romanischen Sprachen. Im wörtlichen Sinn gehören demnach auch Länder und Gebiete zu Lateinamerika, in denen Französisch gesprochen wird (siehe Karte rechts). Dieses Verständnis hat sich im deutschen Sprachraum jedoch nicht allgemein durchgesetzt. Ferner existieren weitere abweichende Definitionen, die auf einen relativ willkürlichen Ursprung des Terminus hindeuten (siehe unten).

## Länder Lateinamerikas
Im engeren Sinn gehören jene Länder zu Lateinamerika, in denen Spanisch oder – Brasilien betreffend – Portugiesisch dominiert. Im vielsprachigen Paraguay sind die beiden Amtssprachen Guaraní und Spanisch etwa gleichrangig und werden von den meisten Einheimischen verstanden, im weiteren Sinne werden häufig auch französischsprachige Länder und Territorien mit einbezogen.
| Nordamerika                    | Zentralamerika | Karibik                 | Südamerika               |
| Mexiko                         | Costa Rica     | Dominikanische Republik | Argentinien              |
| Saint-Pierre und Miquelon 1, 2 | El Salvador    | Guadeloupe 1, 2         | Bolivien                 |
|                                | Guatemala      | Haiti 2                 | Brasilien                |
|                                | Honduras       | Kuba                    | Chile                    |
|                                | Nicaragua      | Martinique 1, 2         | Ecuador                  |
|                                | Panama         | Puerto Rico 1           | Französisch-Guayana 1, 2 |
|                                |                | Saint-Barthélemy 1, 2   | Kolumbien                |
|                                |                | Saint-Martin 1, 2       | Paraguay                 |
|                                |                |                         | Peru                     |
|                                |                |                         | Uruguay                  |
|                                |                |                         | Venezuela                |

## Erweiterte und abweichende Definitionen
- Im wörtlichen Sinn schließt Lateinamerika auch alle französischsprachigen Gebiete Amerikas (und der Karibik) ein, was in den Vereinigten Staaten auch so definiert wird. Nach dieser Definition wäre theoretisch auch die französischsprachige kanadische Provinz Québec ein Bestandteil Lateinamerikas. Allerdings liegt Québec mitten in Angloamerika und ist zudem so eng mit dem angloamerikanischen Kulturraum verflochten, dass Québec nicht zu Lateinamerika gezählt wird – gleichwohl auch nicht zu Angloamerika, weil Québec nicht englischsprachig ist. Ähnliches gilt für die Cajuns in Louisiana.[3]
- Haiti hat trotz seiner französischen Amtssprache durch die gemeinsame Geschichte und die Landesgrenze mit der Dominikanischen Republik eine engere Bindung zu den spanisch- und portugiesischsprachigen Staaten als andere Länder der Karibik. Aus diesem Grund wird es manchmal auch dann zu Lateinamerika gezählt, wenn die anderen französischen Länder und Gebiete nicht dazugezählt werden.[1]
- Unter Berücksichtigung, dass in den niederländischen Gebieten Aruba, Bonaire und Curacao Papiamento, eine Kreolsprache mit teilweise romanischen Wurzeln, gesprochen wird, werden diese Länder von manchen in die Definition Lateinamerikas eingeschlossen.
- Unter dem Gesichtspunkt der Kolonialgeschichte wird manchmal auch die gesamte Karibik zu Lateinamerika gezählt. In Statistiken internationaler Organisationen wird sie jedoch meist getrennt ausgewiesen (Latin America and the Caribbean).
- Einer weiteren hin und wieder in den USA verwendeten Definition zufolge bezieht sich Lateinamerika auf alle amerikanischen Staaten südlich der Vereinigten Staaten unter Einschluss von Belize, Jamaika, Barbados, Trinidad und Tobago, Guyana, Suriname, Antigua und Barbuda, St. Lucia, Dominica, Grenada, St. Vincent, St. Kitts und Nevis, der Grenadinen und der Bahamas.
- In Brasilien wird der Begriff „Lateinamerika“ auch für das spanischsprachige Amerika verwendet, das eigene Land also bewusst ausgeklammert, vergleichbar mit der Verwendung des Begriffes „Europa“ im Vereinigten Königreich.

## Begriffsgeschichte
Der französische Ökonom und Panlatinist Michel Chevalier hatte die Bezeichnung „Lateinamerika“ in seinem 1836 erschienenen Bericht über seine Reisen durch Nordamerika Lettres sur l'Amérique du Nord eingeführt: „Die beiden Zweige der europäischen Zivilisation, der lateinische und der germanische, reproduzieren sich in der Neuen Welt: Südamerika ist – wie Südeuropa – katholisch und lateinisch, Nordamerika gehört einer protestantischen und angelsächsischen Bevölkerung.“ In diesem Zusammenhang war auch von einer „lateinischen Rasse“ die Rede.
Eine breitere Verwendung des Begriffs ist seit 1856 nachweisbar, als ihn der chilenische Politiker Francisco Bilbao auf einer Konferenz in Paris benutzte. Er verbreitete sich dann rasch in Lateinamerika. Während der französischen Besetzung von Mexiko (1862–1867), als Napoléon III. Erzherzog Maximilian als Kaiser von Mexiko ins Spiel brachte, bemühte sich die französische Propaganda, mit dem Begriff „Lateinamerika“ den Anschein einer Übereinstimmung mexikanischer und französischer Interessen – in Abgrenzung und zur Abwehr von britischen und von US-amerikanischen Interessen – zu wecken. Das Wort ersetzte die bis dahin gebräuchlichen Begriffe Iberoamerika und Hispanoamerika. Die Mexikaner vertrieben die Franzosen, aber der Wortteil Latein- blieb. Aus einem in Europa geprägten Propagandabegriff, der sich gegen die drohende Dominanz des englischsprachigen informal empire in der Region richtete, wurde eine wenn auch anachronistische Selbstbeschreibung der lateinamerikanischen Länder, die von Politikern und Literaten aufgegriffen wurde, um sich von den ehemaligen Kolonialmächten abzugrenzen und ihre Orientierung an der französischen Kultur und deren aktuellen intellektuellen Strömungen zum Ausdruck zu bringen. Diese gewannen angesichts der kulturellen Stagnation im Spanien und Portugal des 19. Jahrhunderts Vorbildcharakter; bei ihrer Rezeption war Lateinamerika den früheren Mutterländern weit voraus. Das gilt insbesondere für den Positivismus von Auguste Comte, der von einigen autoritären Regimes Lateinamerikas, insbesondere in Brasilien und Mexiko, als Staatskult zelebriert wurde.
In England wurde der Begriff relativ schnell rezipiert. Der älteste Beleg für das Vorkommen der Bezeichnung „Latin America“ in einem amtlichen Text stammt aus dem Jahre 1863; er findet sich in der Übersetzung einer Rede von Präsident Gabriel García Moreno vor dem ecuadorianischen Parlament: „With the other States of Latin America, excepting the Empire of Brazil, which has a Legation accredited to this Government, we have no continued diplomatic relations.“
In Deutschland setzte sich der Begriff deutlich später durch. Meyers Konversationslexikon von 1888 kennt ihn noch nicht, sondern spricht von „Südamerika“.

## Sprachen

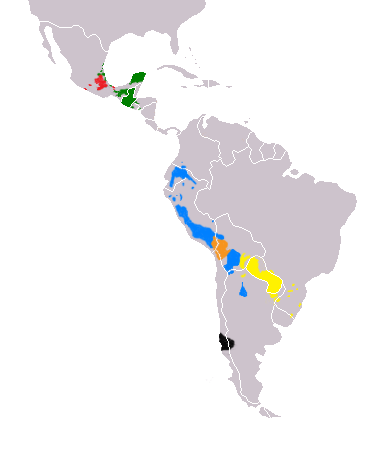
Die verbreitetsten indigenen Sprachen in Lateinamerika:
Quechua
Guaraní
Aymara
Nahuatl
Mayasprachen
Mapudungun

Die vorherrschende Sprache in den meisten Ländern Lateinamerikas ist Spanisch. In Brasilien, dem bevölkerungsreichsten Land der Region, wird Portugiesisch in seiner brasilianischen Variante gesprochen.
Andere europäische Sprachen, die in Lateinamerika verbreitet sind, sind Englisch (zum Teil in Argentinien, Nicaragua, Panama und Puerto Rico), in geringerem Umfang auch Deutsch (im Süden Brasiliens und Chiles, in Argentinien und in deutschsprachigen Orten Venezuelas, Uruguays, Paraguays und Alina in Costa Rica), Italienisch (in Brasilien, Argentinien, Uruguay und Venezuela) sowie Walisisch (im Süden Argentiniens). Daneben wird in den weit verstreuten Mennoniten-Siedlungen unter anderem in der Region Gran Chaco noch immer Plautdietsch gesprochen.
In Peru ist Quechua neben Spanisch zweite Amtssprache. Das im Hochland Ecuadors verbreitete, mit Quechua verwandte Kichwa (oder Quichua) ist dort zwar nicht Amtssprache, jedoch verfassungsmäßig anerkannt. In Bolivien sind neben dem Spanischen Aymara, Quechua, Guaraní und 33 weitere indigene Sprachen offiziell Amtssprache. Guaraní ist neben Spanisch eine der offiziellen Sprachen Paraguays, wo es von einer zweisprachigen Mehrheit verwendet wird. An der Karibikküste Nicaraguas haben Englisch sowie indigene Sprachen wie Miskito, Sumo oder Rama offiziellen Status. Kolumbien erkennt alle indigenen Sprachen, die im Land gesprochen werden, als offizielle Sprachen an, doch es handelt sich dabei um weniger als ein Prozent Muttersprachler. Nahuatl ist eine der 62 indigenen Sprachen, die in Mexiko gesprochen werden und die von der Regierung neben Spanisch als Nationalsprachen anerkannt werden. Die bekannteste indigene Sprache in Chile ist Mapudungun („Araukanisch“) der Mapuche in Südchile, daneben sind in Nordchile Aymara und auf der Osterinsel Rapanui verbreitet.

## Religion
Aufgrund seiner Kolonialgeschichte ist Lateinamerika überwiegend katholisch geprägt. Etwa 70 % der Lateinamerikaner sind katholisch, aber der Einfluss dieser Kirche schwindet vor allem in Brasilien (nur noch rund 60 % Katholiken). Seit einigen Jahrzehnten steigt die Zahl der Mitglieder von – teils pfingstlichen – Freikirchen, die heute insgesamt etwa 20 % der Bevölkerung ausmachen.

## Bevölkerung
80 % der Bevölkerung Lateinamerikas leben in den Städten, die 65 % des BIP erwirtschaften. In 300 Städten konzentrieren sich 50 % der Bevölkerung.

## Soziale Bewegungen
Soziale Bewegungen fanden sich in indigenen Aufständen gegen die Kolonisierung Lateinamerikas, Sklavenerhebungen, den Unabhängigkeitsbewegungen Anfang des 19. Jahrhunderts oder regionalen Bauernrevolten im 19. und 20. Jahrhundert. „Im 20. Jahrhundert spiegelte sich die Dynamik sozialer Bewegungen in verschiedensten Phänomenen wider: Gewerkschaften und Arbeiterparteien, in nationalistisch-populistischen Bewegungen, in Land- und Stadt-Guerillas und in Studentenbewegungen. Die Indígena-, die Frauenbewegungen und die Menschenrechtsaktivitäten, die sich seit den 1990er-Jahren ihren Platz in der politischen Öffentlichkeit erkämpft haben, gehören zu den so genannten Neuen Sozialen Bewegungen“.
Als wichtige Eckpunkte sozialer Bewegungen im 20. Jahrhundert gelten die Mexikanische Revolution mit den Volksbewegungen um die Agrarrevolutionäre Emiliano Zapata und Pancho Villa sowie die Kubanische Revolution. Eine direkte Folge der Kubanischen Revolution war die Gründung von Guerillabewegungen in vielen Ländern Lateinamerikas.
In Chile versuchte man mit der Unidad Popular und Salvador Allende, auf demokratischem Weg den Sozialismus umzusetzen (1970–1973), der durch den Militärputsch unter General Augusto Pinochet gewaltsam beendet wurde. „Pinochets Regime […] wurde zu einem Prototyp des lateinamerikanischen Staatsterrorismus in den 1970er-Jahren: Verfolgung, Folter und das Verschwindenlassen von Tausenden (Desaparecidos).“ Schließlich reiht sich die Sandinistische Revolution in Nicaragua (1979–1990), in der soziale Bewegungen wie die Frauenbewegung und christliche Basisgemeinden eine tragende Rolle spielten, in diese Abfolge politischer Ereignisse ein.
Im Zuge des politischen Kampfes gegen die Militärdiktaturen, die beinahe den gesamten Subkontinent während der 1970er-Jahre beherrschten, bildeten sich zahlreiche soziale Bewegungen. So organisierten sich etwa in Argentinien die „Abuelas“ und „Madres de la Plaza de Mayo“, die Großmütter und Mütter von der Plaza de Mayo, die Aufklärung über den Aufenthalt ihrer „verschwundenen“ Angehörigen forderten. In Chile entstand während der Diktatur eine Protestbewegung, die schließlich gegen General Pinochet ein Abwahlreferendum erkämpfte. Auch Frauenbewegungen entstanden unter vielen Diktaturen: „Die Suche nach den verschwundenen Männern […] und die auf den Frauen in immer stärkerem Maße lastende Versorgung der Familie führte zu Zusammenschlüssen unterschiedlicher Art: Volksküchen, Einkaufsgruppen, wechselseitige Unterstützungsnetze in behördlichen Fragen usw.“
Nach dem Abgang der Generäle erlebten die sozialen Bewegungen in Lateinamerika zunächst einen Rückgang ihrer Aktivitäten. Zu Beginn des neuen Jahrtausends trat eine neue Welle von sozialen Bewegungen in Erscheinung. Während die gewerkschaftliche Organisierung geschwächt wurde, erlebten soziale Bewegungen in Verbindung mit indigenen Bewegungen, z. B. in Bolivien und Ecuador, einen Aufschwung. Ein Wesensmerkmal dieser Bewegungen ist deren territoriale Gebundenheit – im Gegensatz zur Orientierung auf die Fabrik bei früheren sozialen Bewegungen. „Das heißt: Stadtviertel schließen sich zusammen, Piqueteros, Arbeitslose blockieren an bestimmten Punkten der Stadt Verkehrsknoten und erheben Forderungen, nicht um den Produktionsprozess stillzulegen, aus dem sie ja heraus gefallen sind, sondern den Zirkulationsprozess.“
Dennoch: „Zwar hängen weder Entstehung noch Mobilisierungsschübe oder Organisationsweisen sozialer Bewegungen direkt von materiellen Verhältnissen ab. Dennoch entzünden sie sich immer wieder an Konflikten um unerfüllte Erwartungen, die durchaus auf materiellen Grundlagen fußen. So ist es einerseits nach wie vor der postkoloniale Konflikt um die Landfrage, der soziale Bewegungen auf den Plan ruft. […] Andererseits ist es die angedrohte oder durchgesetzte Rücknahme sozialer Errungenschaften wie beispielsweise der freie Zugang zu Bildung(sinstitutionen), die zum Aufkommen von Bewegungen wie dem größten Studierendenstreik an der größten Universität Lateinamerikas, der UNAM in Mexiko-Stadt, führte.“ Weitere Merkmale der aktuellen sozialen Bewegungen sind die Ablehnung des Avantgarde-Konzeptes und ein über Partikularinteressen hinausgehender gesamtgesellschaftlicher Anspruch, der insbesondere bei Prozessen der Demokratisierung relevant wird. Das Verhältnis zwischen Bewegungen und Parteien ist ambivalent: Während etwa in Mexiko und Venezuela die Parteien gegenüber den sozialen Bewegungen an Relevanz verloren haben, geht die Entwicklung mit der MAS (Bewegung zum Sozialismus) in Bolivien und der PT (Arbeiterpartei) in Brasilien in die andere Richtung.
Im Zusammenhang mit der Argentinienkrise von 2001 traten soziale Bewegungen in Erscheinung. Im Zuge der Unruhen wurden verschiedene Protestformen zusammengeführt und es bildete sich eine Assoziation von unterschiedlichen Schichten der Bevölkerung heraus. So blockierten Aktivisten der Arbeitslosenbewegung (Piqueteros) Straßen, vereinigten sich Angehörige der Mittelschicht und Arbeiter in den Nachbarschaftsversammlungen (Asambleas), besetzten Arbeiter von ihren Chefs verlassene Fabriken und demonstrierten Menschen aus der Mittelschicht kochtopfschlagend in den Städten Argentiniens (Cacerolazo). Insbesondere Teile der Piqueteros machten dabei einen Politisierungsschub durch: „Von ihren ursprünglichen Forderungen nach mehr Rechten und Wohlfahrtsprogrammen gingen sie dazu über, die herrschende Wirtschaftsordnung insgesamt zu kritisieren und das damit verbundene politische Modell in Frage zu stellen.“

## Wirtschaft
Viele Länder Lateinamerikas exportieren hauptsächlich Rohstoffe, Bodenschätze und Nahrungsmittel; in Chile machen diese (u. a. Kupfer) über 80 % der Ausfuhren aus; in Peru sind es ebenfalls über 80 %. Brasilien steht bei der Förderung von Eisen weltweit auf den vordersten Plätzen. Allerdings exportiert Brasilien überhaupt relativ wenig, nur 14 % seines BIP, dagegen machen die Exporte bei Chile und Peru 30 % des BIP aus.
Bei Kolumbien und Venezuela haben dagegen die Erdölexporte ein großes Gewicht.
Die Länder Lateinamerikas sind entsprechend, gemessen am Bruttoinlandsprodukt und den Kennzahlen (Bruttonationaleinkommen, Bildung, Lebenserwartung) vom Index der menschlichen Entwicklung, ärmer als wohlhabende Länder wie Japan, USA/Kanada oder Länder in Westeuropa und Skandinavien. Die nach dem Index der menschlichen Entwicklung am höchsten entwickelten Länder der Region (2021) sind Argentinien, Chile, Costa Rica und Uruguay, das (2024) das höchste Pro-Kopf-Einkommen und die höchsten Preise Lateinamerikas aufweist. Zu den auch im weltweiten Vergleich wenig entwickelten Ländern zählen demnach Guatemala, Honduras und Haiti. Die Kennzahlen der Wirtschaftskommission für Lateinamerika und die Karibik der UNO weisen für 2021 in Uruguay in Lateinamerika den geringsten Armutsanteil mit 5 % der Bevölkerung aus. Die Armutsquote in Lateinamerika insgesamt betrug rund 32 %.

## Forschungs- und Dokumentationseinrichtungen zu Lateinamerika
- CEISAL
- CEPAL
- Cibera
- GIGA German Institute of Global and Area Studies
- Ibero-Amerikanisches Institut
- Lateinamerika-Institut der Freien Universität Berlin
- Österreichisches Lateinamerika-Institut
- Lateinamerika-Zentrum der Universität Hamburg
- REDIAL
- Zentralinstitut für Lateinamerika-Studien der Katholischen Universität Eichstätt-Ingolstadt (ZILAS)[23]
- Lateinamerika-Forschungszentrum Centro de Estudios Latinoamericanos (CELA) der Universität Kassel[24]

### Monographien
- Sebastián L. Mazzuca: Latecomer State Formation: Political Geography and Capacity Failure in Latin America. Yale University Press, New Haven 2021, ISBN 978-0-300-24895-1.
- Peter Häberle: Ein lateinamerikanisches Verfassungs-, Lese- und Lebensbuch – im Kontext einer universalen Verfassungslehre. Duncker und Humblot, Berlin 2021
- Nikolaus Werz: Lateinamerika. Geschichte und Gegenwart. Kohlhammer, Stuttgart 2020, ISBN 978-3-17-031334-7.
- Renate Pieper: Geschichte Lateinamerikas. UTB, Stuttgart 2019, ISBN 978-3-8252-2830-9.
- Günther Maihold, Hartmut Sangmeister, Nikolaus Werz (Hrsg.): Lateinamerika. Handbuch für Wissenschaft und Studium. Nomos, Baden-Baden 2019, ISBN 3-8487-5247-6
- Stefan Rinke: Geschichte Lateinamerikas: Von den frühesten Kulturen bis zur Gegenwart. Beck-Wissen Beck, München 2010 (2. Aufl. 2014), ISBN 978-3-406-60693-9.
- Dieter Boris: Lateinamerikas Politische Ökonomie: Aufbruch aus historischen Abhängigkeiten im 21. Jahrhundert. VSA, Hamburg 2009.
- Stefan Rinke, Georg Fischer, Frederik Schulze (Hrsg.): Geschichte Lateinamerikas vom 19. bis zum 21. Jahrhundert. Quellenband. J. B. Metzler, Stuttgart, Weimar 2009, ISBN 978-3-476-02296-7.
- Bernd Marquardt: Staat, Verfassung und Demokratie in Hispano-Amerika seit 1810. Band 1: Das liberale Jahrhundert. 1810 bis 1916. (= Historisch-politische Studien des transatlantischen Raumes. Band 1). Universidad Nacional de Colombia, Bogotà 2008, ISBN 978-958-701-927-8. (Auszugsweise bei google books)
- Nikolaus Werz: Lateinamerika. Eine Einführung. 2. Auflage. Nomos, Baden-Baden 2008, ISBN 978-3-8329-3586-3.
- Hans-Joachim König: Kleine Geschichte Lateinamerikas. Reclam, Stuttgart 2006, ISBN 3-15-010612-5.
- Romeo Rey: Geschichte Lateinamerikas vom 20. Jahrhundert bis zur Gegenwart. C. H. Beck, München 2006, ISBN 3-406-54093-7 eingeschränkte Vorschau in der Google-Buchsuche.
- Walter Mignolo: The Idea of Latin America. Wiley-Blackwell, Oxford 2005, ISBN 978-1-4051-0086-1.
- Norbert Rehrmann: Lateinamerikanische Geschichte. Kultur, Politik, Wirtschaft im Überblick. Rowohlt, Reinbek 2005, ISBN 3-499-55676-6.
- Barbara Potthast: Von Müttern und Machos. Eine Geschichte der Frauen Lateinamerikas. Hammer, Wuppertal 2003, ISBN 3-87294-936-5.
- Walther L. Bernecker (Hrsg.): Handbuch der Geschichte Lateinamerikas. Klett-Cotta, Stuttgart 1996 (3 Bände).
- Barbara Tenenbaum (Hrsg.): Encyclopedia of Latin American History and Culture. Vol. 1–5, Scribner & Macmillan, New York 1996, ISBN 0-684-19253-5.
- Dieter Nohlen, Franz Nuscheler (Hrsg.): Mittelamerika und Karibik. 3. Auflage. Dietz, Bonn 1995, ISBN 3-8012-0203-8 (Handbuch der Dritten Welt, Bd. 3).
- Dieter Nohlen, Franz Nuscheler (Hrsg.): Südamerika. Dietz, Bonn 1995, ISBN 3-8012-0202-X (Handbuch der Dritten Welt, Bd. 2).
- Tulio Halperín Donghi: Geschichte Lateinamerikas von der Unabhängigkeit bis zur Gegenwart. Suhrkamp, Frankfurt am Main 1991, ISBN 3-518-40353-2.
- Renate Hauschild-Thiessen, Elfriede Bachmann: Führer durch die Quellen zur Geschichte Lateinamerikas in der Bundesrepublik Deutschland. Bremen (Schuenemann) 1972 (Veröffentlichungen aus dem Staatsarchiv der Freien Hansestadt Bremen Bd. 38).
- Gerhard Schmid: Übersicht über Quellen zur Geschichte Lateinamerikas in Archiven der Deutschen Demokratischen Republik. Potsdam (Ministerrat der Deutschen Demokratischen Republik, Ministerium des Innern, Staatliche Archivverwaltung) 1971.
- Helen Miller Bailey, Abraham P. Nasatir: Lateinamerika. Von Iberischen Kolonialreichen zu autonomen Republiken. Kindler, München 1969.

### Sammelwerke
- The Cambridge History of Latin America. 11 Bände von 1984 bis 1995. Cambridge University Press, Cambridge.

### Fachzeitschriften im deutschen Sprachraum
- Atención: Jahrbuch des Österreichischen Lateinamerika-Instituts
- GIGA Focus Lateinamerika
- Iberoamericana. América Latina – España – Portugal
- ila – Zeitschrift der Informationsstelle Lateinamerika
- Lateinamerika Nachrichten
- Lateinamerika-Analysen
- Ibero-Analysen: Dokumente, Berichte und Analysen aus dem Ibero-Amerikanischen Institut Preußischer Kulturbesitz
- Matices – Zeitschrift zu Lateinamerika, Spanien und Portugal
- Quetzal: Politik und Kultur in Lateinamerika
- Jahrbuch für Geschichte Lateinamerikas = Anuario de historia de América Latina.